# Volo libero
Per volo libero (o volo librato) si intende un volo effettuato senza l'ausilio di un motore o di un traino. Tale termine comprende quindi il volo effettuato con deltaplano e il parapendio. Le planate di Otto Liliental nel 1800 e i voli in mongolfiera del fratelli  Mongolfier non possono essere quindi considetate "volo libero" perché mancanti della prerogativa essenziale, quella di potersi dirigere a piacere e liberi verso una meta. Deltaplano e parapendio unitamente agli alianti sono poi in grado di sfruttare le correnti ascensionali, ma quest'ultimo non in grado di decollare autonomamente. Senza correnti ascensionali e la capacità di sfruttarle, qualsiasi volo, libero e non si traduce in una planata la cui durata dipende principalmente dall'altezza da cui si parte e dal tasso di caduta (cioè la velocità verticale) del mezzo impiegato (aliante, deltaplano, parapendio). Se, per contro, sono presenti correnti ascensionali, queste possono essere sfruttate dal pilota per guadagnare quota, salendo anche di molto sopra al punto di decollo (o di sgancio, nel caso degli alianti).
Nell'uso pratico, tuttavia, il termine identifica il volo col deltaplano e con il parapendio, dal momento che alianti e paracadute da lancio, apparsi molto prima e dotati di una storia ben più lunga, vengono in genere identificati utilizzando i termini specifici (in particolare, per gli alianti, si parla di volo a vela e, semplicemente, di paracadutismo per i paracadute da lancio).
Non rientrano invece tra gli strumenti per il volo libero il deltaplano motorizzato (che appartiene alla categoria dei velivoli ultraleggeri) e il paramotore (parapendio motorizzato).